# Kidneythieves
I Kidneythieves sono un gruppo musicale statunitense formatosi nel 1998 e scioltosi nel 2004 e, successivamente, riformatosi nel 2007.

## Formazione
- Free Dominguez – voce
- Bruce Somers – chitarra, basso, tastiera, programmazione, sintetizzatore

## Discografia

### Album in studio
- 1998 – Trickster
- 2002 – Zerøspace
- 2010 – Trypt0fanatic

### Ristampe
- 2004 – Trickstereprocess (ristampa di Trickster)

### EP
- 2001 – Phi in the Sky
- 2011 – The Invisible Plan
- 2011 – Lick U Clean E4M

### Album dal vivo
- 2002 – Live in Chicago 2002